# Elefanterne i København Zoo
Elefanterne i København Zoo er blandt havens mest kendte dyr. Haven har kontinuerligt haft elefanter, siden de to første kom 1878. Så tidligt som 1907 fødtes den første danskfødte elefantunge, og den fjerde i Europa; siden er der født 19 elefantunger i Zoo.
København Zoo har haft tre elefanthuse. Det første elefanthus i træ fra 1878 blev erstattet af et større i 1914. "Det nye elefanthus" blev bygget og stod klart 2008. Her bor nu Zoos syv asiatiske elefanter (Elephas maximus). I alt har 68 elefanter boet i København Zoo. Af disse var 56 asiatiske elefanter, og 8 var afrikanske elefanter (Loxodonta africana). Siden 1977 har Zoo kun haft asiatiske elefanter.

## Elefanterne i København Zoo

### Chang, Eng, Plai, Baby og Ellen
I 1878 ankom to unge asiatiske elefanter til København Zoo: Hanelefanten Chang (1872-1918) og hunelefanten Eng, opkaldt efter de berømte siamesiske tvillinger Chang og Eng Bunker (1811-1874). Eng døde af kolik i 1893. De var en gave fra Danmarks konsul i Bangkok Frederik Købke og hans mor, Mette Marie Købke.
I 1894 og 1896 ankom Plai, Baby og Ellen (1894-1928), alle tre født i Thailand og givet som gave af Andreas du Plessis de Richelieu (1852-1932), en dansk søofficer og forretningsmand, som ved siden af sin militære karriere tjente en formue i Siam som admiral og marineminister.. Baby var blevet skadet i benet under transporten fra Thailand til Europa. Baby var den første elefant i verden, der blev forsøgt behandlet med røntgenstråler. Dyrlægerne på København Zoo forsøgte at finde ud af, hvad der var galt med hendes skadede ben, men de kunne ikke finde en behandling, der ville hjælpe hende. Desværre var røntgenstrålerne på det tidspunkt stadig et nyt og uprøvet middel, og det viste sig at være farligt for Baby's helbred. Den kom aldrig over sine skader og blev aflivet på Landbohøjskolen i 1899.  Hanelefanten Plai, som kom til haven i 1894, blev solgt til Carl Hagenbeck i 1899.
Parret Chang og Ellen forblev i haven, hvor de blev starten på en over 130 år lang tradition med elefanter. De fik i 1907 Kaspar, som var den første danskfødte elefantunge og den fjerde født i Europa. Parret fik senere yderligere to unger, Julius (1912-1921) og Lauritz (1916-1916), som begge døde unge. Kaspar havnede efter en tid i Cirkus Bech-Olsen og Zoo Hannover i Jardin d'Acclimatation i Frankrig. Han blev 20 år. Efter hans død blev Kaspers skelet sendt tilbage til København Zoo, hvor det stadig er udstillet i Elefanthuset. Efter de to unger måtte København Zoo vente til 1970, før den næste elefantunge blev født.

### Jumbo
Jumbo var en asiatisk elefant født i det nordlige Thailand omkring år 1890, som København Zoo købte af Cirkus Krone i 1919. Han målte over tre meter ved skuldrene og blev i mange år af eksperter betragtet som den største asiatiske hanelefant i Europa. Den 10. marts 1953 opdagede dyrepasserne, at Jumbo ikke kunne stå op. Han havde høj feber, sandsynligvis på grund af lungebetændelse, og blev aflivet med et riffelskud. Hans skelet blev bevaret og udstillet på Zoologisk Museum i København. Jumbo fra København Zoo skal ikke forveksles med den berømte Jumbo fra London Zoo.

### Ø og K
Et par måneder før Ellens død kom et andet par elefanter til København. Det var de to thailandske elefanter Ø og K. De kom med skibet M/S Lalandia fra Thailand som en gave fra Østasiatisk Kompagni, deraf deres noget mærkelige navne. Begge var fem-seks år gamle, da de ankom. Ø blev solgt til dyrehandleren Hermann Ruhe i 1934 af ukendte årsager og havnede i Alfeld i Tyskland. K blev boende i København Zoo til sin død i 1964.
Hunelefanterne Burma og Zora var i København Zoo en kort tid i 1934. Hunelefanten Toto fra Hagenbeck Tierpark kom til København Zoo i 1937 og døde der i 1947. En anden hanelefant, Boon, ankom i 1950; han døde af sygdom i 1965. I maj 1954 kom der yderligere to hunelefanter fra Thailand, Supan og Bons Ree. Supan opholdt sig i København Zoo indtil sin død i 1966; Bons Ree blev i 1963 flyttet til Givskud Zoo, hvor hun levede indtil 2007.

### Chieng-Mai og Buag-Hah
I 1962 fik København Zoo tre elefanter, som kong Frederik 9. og dronning Ingrid havde fået foræret af det thailandske kongepar. Der var tale om hanelefanten Plai Sak, som blev omdøbt til Chieng-Mai (1959-2017), hunelefanten Buag-Hah (død i København Zoo 16. december 1996) og hanelefanten Lampoon. Sidstnævnte blev i 1970 flyttet til Givskud Zoo, hvor den to år senere blev aflivet på grund af aggressiv adfærd.
Chieng-Mai og Buag-Hah fik fem unger sammen: Irma (født 18. september 1970), Irma Bon Mar (født 15. december 1975), Maja (30. marts 1980 - 8. september 1984), Haakon (13. marts 1983 - 7. september 1990 i Givskud Zoo) og Coco (født 21. januar 1984). Coco blev i København Zoo, hvor hun blev til sin død 21. september 2003. Hun blev i 1997 mor til Hannibal, som døde fire måneder gammel pga. en tarminfektion. Irma kom til Blijdorp Zoo i Rotterdam, Holland, hvor hun har født seks unger. Irma Bon Mar kom til Cincinnati Zoo & Botanical Garden i USA og hedder nu Schottzie.

### Chieng-Mai og Ida
Chieng-Mai blev efter Buag-Hahs død sat sammen med Ida, og de fik seks unger. Den første var Chang. Derefter kom fire unger, som ikke nåede voksenalderen: Coco ( 2. januar 1986 – 21. september 2003), en dødfødt hunkalv 28. oktober 1991, Santosh (15. marts 1996 – 2. september 2006) og Punjab (12. februar 2001 – 10. juni 2003). Sluttelig fik de hanelefanten Gandhi (født 20. marts 2006), som 1. april 2011 kom til Heidelberg Zoo. Ida blev aflivet i København Zoo 10. marts 2011 på grund af gigt. København Zoos vicedirektør Bengt Holst forklarede, at det ikke ville have været et godt elefantliv for Ida at blive holdt på smertestillende medicin. Dele af Idas krop blev brugt til forskning, mens resten blev brændt. Den 58 år gamle Chieng-Mai blev aflivet grundet alderdom 28. juni 2017. Han var Europas ældste hanelefant og blev gennem årene ophav til 15 unger, 24 børnebørn, 24 oldebørn og fire tipoldebørn. Den første unge kom til verden i 1970, og den sidste i maj 2017, hvor København Zoos hunelefant Kungrao fødte ungen Plaisak.

### Chang
Chieng-Mai og Idas første unge, Chang, blev København Zoos avlshan efter Chieng-Mai. Han var på avlslån frem til 2017 og blev far til 20 unger, bl.a. i Chester Zoo i England og Planckendael Zoo i Belgien. Dyrlægen fra København Zoo opdagede i juli 2020, at Chang havde fået en sjælden tilstand i temporalkirtlen. Han fik dagligt over 100 smertestillende piller, men kunne ikke reddes, og 24 juli 2020 døde han. Han blev efter sin død far til sin sidste unge, da Surin fødte Mun 1. oktober 2020.

### Cirkuselefanten Sonja
Cirkuselefanten Sonja kom til Danmark i 1980 med to tjekkiske cirkusartister, som blev stoppet i tolden uden papirer, hvorfor elefanten blev konfiskeret og bragt til København Zoo. Ejeren fik lov til at passe elefanten, og en nat forsvandt den uden spor. Cirkusartisterne og elefanten var taget til Polen via Sverige og Trelleborg. De skrev senere et brev til København Zoos direktør Bent Jørgensen og undskyldte for eventuelle problemer og takkede for plejen af elefanten.

### Afrikanske elefanter
En af København Zoos mest kendte elefanter var den afrikanske elefant Tembo, som var tre år gammel, da han kom til København i 1936. Han var blevet fanget i Sudan af Christoffer Schuls i 1934. I maj 1970 begyndte han at blive meget aggressiv og ødelagde sin stald. Årsagen til hans pludselige voldelige adfærd var, at en af hans kindtænder (molarer) voksede nedad, og hans kæbe blev delt i to, hvilket ifølge eksperter havde forvoldt ham stærke smerter. Før hans lidelser begyndte, var han meget rolig og venlig over for både dyrepassere og besøgende. På grund af tandsmerterne blev han aflivet 5. maj 1970. Ved sin død vejede Tembo mindst 6250 kg og var en af Europas største elefanter nogensinde, måske endda en af de største i verden. Hans aflivning affødte negative reaktioner fra dele af den danske befolkning, og dagen efter aflivningen blev flere vinduer i København Zoos direktørs hus smadret. Tembo var den eneste afrikanske elefant i København Zoo, indtil de vildtfødte elefanter Toto og Moran kom fra dyrehandleren C.H. Kragh i 1966. De flyttedes til München Zoo i 1975. Den ældre Bibi, som ankom samtidig med Toto og Moran, flyttedes til Nürnberg Zoo i 1969. I en fire måneder lang periode i 1976-1977 boede en flok på fire afrikanske elefanter fra Knuthenborg Safaripark i København Zoo, inden de flyttedes til Longleat Safari Park i Storbritannien.  

### København Zoos elefanter pr. 2. oktober 2020
| Navn         | Køn | Ankomst                          | Født                             | Som gave til                       | Unger                | Forældre                        | Kendetegn |
| ------------ | --- | -------------------------------- | -------------------------------- | ---------------------------------- | -------------------- | ------------------------------- | --- |
| Kungrao      | Hun | 2001 fra Thailand, 4 år gammel   | 1998                             | Dronning Margrethe og prins Henrik | 2                    | Vildt født forældre ukendte     | Flad og høj pande med mange hår. To tydelige pandebuler.                                                                         |
| Surin        | Hun | 2001 fra Thailand, tre år gammel | 1998                             | Det danske folk                    | 1 levende 2 dødfødte | Vildt født forældre ukendte     | Små takkede ører. Knækket hale.                                                                                                  |
| Plaisak      | Han | Født i København Zoo             | maj 2017                         |                                    | -                    | mor: Kungrao, far: Chieng-Mai   | Plaisak døde fredag den 26. august 2022 grundet elefantherpes.                                                                   |
| Maha Kumari  | Hun | 2019                             | Født i Køln Zoo 9. Maj 2007      |                                    | 1                    | mor: Thiha Phyu far: Bindu      | |
| Jung Bul Kne | Han | 2019                             | Født i Køln Zoo 26. januari 2017 |                                    | -                    | mor: Maha Kumari far: Sang Raja | |
| Mun          | Hun | Født i København Zoo             | 1. oktober 2020                  |                                    | -                    | mor: Surin, far: Chang          | |
| Naing Thien  | Han | september 2020 fra Leipzig Zoo   | 26. September 1980 i Myanmar     |                                    | 15                   | Vildt født forældre ukendte     | Han var på midlertidigt ophold, mens hans kommende anlæg i Zoo Łódź byggedes færdigt. Aflivedes i februar 2021 grundet alderdom. |

## København Zoos elefanthuse

### Det gamle elefanthus
Det første elefanthus i træ fra 1878 blev erstattet af det gamle, tempelagtige elefanthus fra 1914, som var tegnet af arkitekt Peter Andreas Rosenkilde Gram og blev en del af kulturarven for de fleste københavnere.
Elefanthuset blev opført for at huse ikke alene havens elefanter, men også næsehornene, flodhestene og tapirerne.
De første elefanter, der boede i huset, var Chang, Ellen og lille Julius, som rykkede ind i deres nye hjem i april 1914.
Med tiden blev huset utidssvarende, og et nyt blev bygget og stod klart i 2008. Det gamle elefanthus blev herefter anvendt til andre formål, indtil det i 2017 blev revet ned for at give plads til det nye pandaanlæg.

### Det nye elefanthus
Elefanthuset fra 2008 er tegnet af den britiske arkitekt Norman Foster, og anlægsdelen er formgivet af den danske landskabsarkitekt Stig L. Andersson. Huset er delvist gravet ned i terrænet. To glaskupler lukker lys ind i elefanternes stalde.
Arealer
- Publikumsareal: 2300 m²
- Serviceareal: 700 m²
- Elefanters indeareal: 1360 m²
- Elefanters udeareal: 3350 m²